# Dagmar Mestchen
Dagmar Mestchen, verh. Fischer, (* 2. November 1963 in Gommern) ist eine deutsche Tischtennisspielerin, die in den 1980er Jahren acht Mal DDR-Meisterin wurde.

## Werdegang
Dagmar begann ihre Karriere beim Verein BSG Aktivist Gommern. Mehrmals gewann sie Titel bei den DDR-Schüler- und Jugend-Meisterschaften. Von 1978 bis 1988 gehörte sie zu den Nationalspielerinnen der DDR, nahm jedoch nie an Europa- oder Weltmeisterschaften teil, weil sich die DDR im Tischtennissport im Wesentlichen auf internationale Begegnungen mit Ostblockländern beschränkte. Um 1977 wechselte sie zu Chemie Schönebeck, mit dessen Damenmannschaft sie 1980, 1981 und 1982 DDR-Pokalsieger und Vize-Mannschaftsmeister wurde. Mitte der 1980er Jahre schloss sie sich BSG Lokomotive Leipzig-Mitte an, wo sie 1986, 1987 und 1989 DDR-Mannschaftsmeister wurde.
Bei den DDR-Meisterschaften holte sie fünf Einzel-Titel, nämlich 1981 im Doppel, 1982 und 1983 sowohl im Einzel als auch im Doppel mit Halka Lukaschek. Daneben stand sie noch 1987 mit Halka Lukaschek im Endspiel, außerdem 1988 im Einzel. An ihrem 17. Geburtstag errang sie als einzige Teilnehmerin der ehemaligen DDR im Einzel Bronze bei Internationalen Meisterschaften, weiterhin gelang einmalig eine Endspielteilnahme im Doppel mit Halka Lukaschek bei Internationalen Meisterschaften in Görlitz sowie eine Weltranglistenplatzierung durch eine Viertelfinalteilnahme bei den Internationalen Meisterschaften in Poznan.
Nach der Deutschen Wiedervereinigung 1990 wurde sie 1992 Landesmeisterin von Sachsen-Anhalt. Nach über zehnjähriger Spielpause aufgrund beruflicher und familiärer Verpflichtungen nahm sie 2006 an der Senioren-Weltmeisterschaft in Bremen und 2007 an der Senioren-Europameisterschaft in Rotterdam teil.

## Privates
Nach dem Abitur studierte sie Medizin an der Otto-von-Guericke-Universität Magdeburg. Mitte der 1980er Jahre gründete sie eine Familie und spielte unter dem Namen Dagmar Fischer, soweit es „die Zeit zuließ“. Nach der Facharztausbildung zur Kinderärztin und Promotion an der Kinderklinik der besagten Universität in der Ultraschalldiagnostik von Muskelerkrankungen ist sie seit 2003 in eigener Praxis als Kinderärztin ihrer Heimatstadt tätig. Außerdem kümmert sie sich als Mitglied der Gesellschaft pädiatrische Sportmedizin um die jungen Sportler der Sportschule Magdeburg sowie der SV Eintracht Gommern und unterstützt alle Kinder, die sich sportlich betätigen. Regelmäßig begleitet sie u. a. ehrenamtlich den Kinderzehnkampf und MALIG-Lauf ihrer Heimatstadt.